# Eubazus azovicus
Eubazus azovicus är en stekelart som beskrevs av Vladimir Ivanovich Tobias och Perepechayenko 1992. Eubazus azovicus ingår i släktet Eubazus och familjen bracksteklar. Inga underarter finns listade i Catalogue of Life.